# Parastichopus regalis
Parastichopus regalis is een zeekomkommer uit de familie Stichopodidae.
De wetenschappelijke naam van de soort werd in 1817 gepubliceerd door Georges Cuvier.